# Antropogen
Antropogen er dannet ud fra græsk anthropos = "menneske" + -genes = "født", altså "menneskeskabt". 
Ordet bruges om naturtyper, der er påvirket af menneskers virke eller helt kontrolleret af mennesker. Ofte kaldes den slags natur for kulturlandskab, og det fremmer ved sin kludetæppeagtige opbygning en høj grad af biodiversitet. Virkningen fremmes yderligere af de mange randzoner, som opstår i kulturlandskabet. 
...eller opstod, for i nutiden er den høje grad af variation i det antropogene landskab afløst af ensformighed, som er en bivirkning af det industrialiserede jordbrug (landbrug, skovbrug og gartneri) med effektive og veltrimmede monokulturer.